# Abdul Karim Saeed Pasha
Abdul Karim Saeed Pasha (bzw. Abdul Karim Saʿīd Pascha geschrieben; * 28. Februar 1945 bei Dadar im District Mansehra in der Nordwestprovinz von Pakistan) war erst Anhänger und seit 3. November 2002 der Leiter (Emir) der Glaubensgemeinschaft Ahmadiyya Andschuman Ischat-i-Islam Lahore (AAIIL).
Er ging in Abbottabad und später in Lahore zur Schule. 1968 schloss er sein Medizinstudium am King Edward Medical College Lahore als Doktor ab.
Pasha begann seine medizinische Karriere im Mayo Krankenhaus Lahore. Er zog nach Neuseeland und später nach Großbritannien um, wo er 1979 eine Mitgliedschaft an der Royal College of Physicians (Königlichen Hochschule der Ärzte) erreichte. Im April 1981 zog er zurück nach Pakistan und wurde am Ayub Medical College Abbottabad unterrichtet. Er wurde 1987 Professor der Medizin und 1991 Leiter der Abteilung der Medizin. 2001 wurde er ausgewählt, Direktor der Hochschule zu werden. Die Stelle wurde ihm jedoch durch die Regierung versagt.
Im Mai 2007 nahm er an einer Konferenz der deutschen und niederländischen Sektion der Ahmadiyya Anjuman in der Berliner Moschee teil.